# Aratinga jendaj
Aratinga jendaj (Aratinga jandaya) je 30 cm velký papoušek, který váží 125 až 140 g. Jeho hlava a krk má žluté zbarvení, na čele, kolem očí a na lících je zbarven oranžově. Peří na prsou a břichu má zbarvené oranžově až do červena. Křídla a ocasní pera jsou zelená, některé letky a konec ocasu mají barvu do modra. U tohoto druhu není výrazný pohlavní dimorfismus. Zobák je černý. Lysý kroužek kolem oka je v barvě šedé nebo bílé. Běhák je šedý. Mláďata jsou stejně zbarvená jako dospělci, jen na hlavě a krku mají zelené skvrny a jejich peří má bledší barvu oproti dospělým jedincům. Aratinga jendaj se dožívá 20 let a více.

## Ekologie
Aratinga jendaj je endemickým druhem žijící v Jižní Americe na území Brazílie, kde se vyskytuje do nadmořské výšky 1 200 m. Žije v listnatých lesích, křovinách, na okrajích pralesa a občas zalétne do oblastí se zemědělskou půdou a pastvinami.
Obvykle je viděn v menších hejnech, které čítá kolem 12 jedinců. Létá na dlouhé vzdálenosti mezi vhodnými biotopy. Hnízdí v dutinách stromů zhruba 15 m nad zemí. Samice snáší 3 až 6 vajec o velikosti 28,5 x 22,5 mm. Vejce jsou inkubována po dobu asi 26 dnů. Mláďata krmí od vyklubání oba rodiče. Mláďata opouštějí hnízdo zhruba po dvou měsících.
V přírodě se Aratinga jendaj živí semeny, bobulemi a ovocem. V lidské péči se krmí ovocem (jablka, hrušky, banány, atd.), zeleninou (mrkev, celer, zelenými fazolemi a hrachem v lusku), kukuřicí, prosem, slunečnicovým semínkem nebo kompletní směsí pro papoušky. V České republice chová 1 samce aratingy jendaje Zoo Tábor.

## Ohrožení
Podle IUCN (International Union for Conservation of Nature) tento druh není ohrožen. Mohlo by ho ale ohrozit pašování volně žijících ptáků do jihovýchodní Asie a nezákonné obchodování uvnitř Brazílie. Proto je zařazen do druhé přílohy CITES (Úmluva o mezinárodním obchodu s ohroženými druhy volně žijících živočichů a planě rostoucích rostlin).

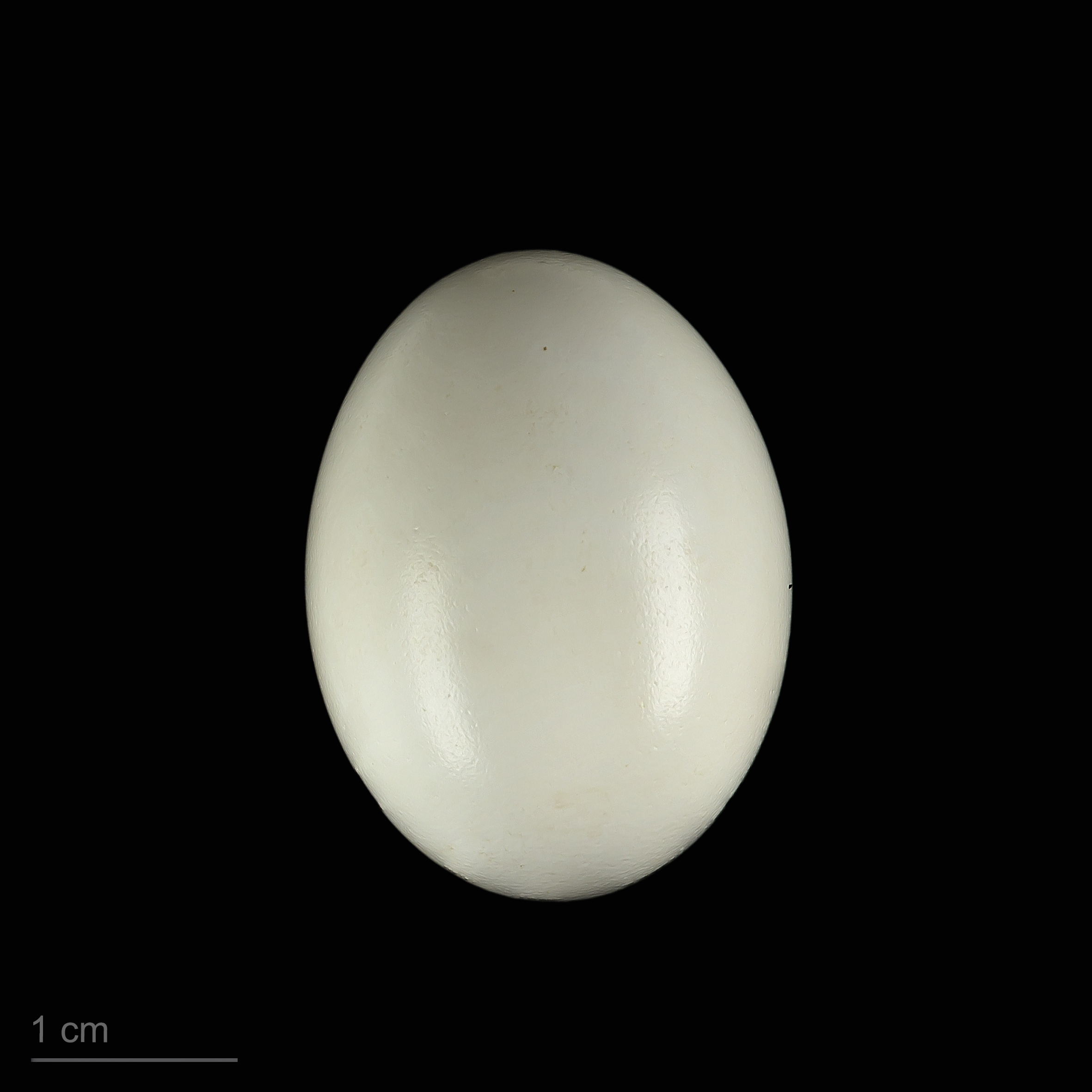
Aratinga jandaya